# Hochstaudenflur-Blütenspanner

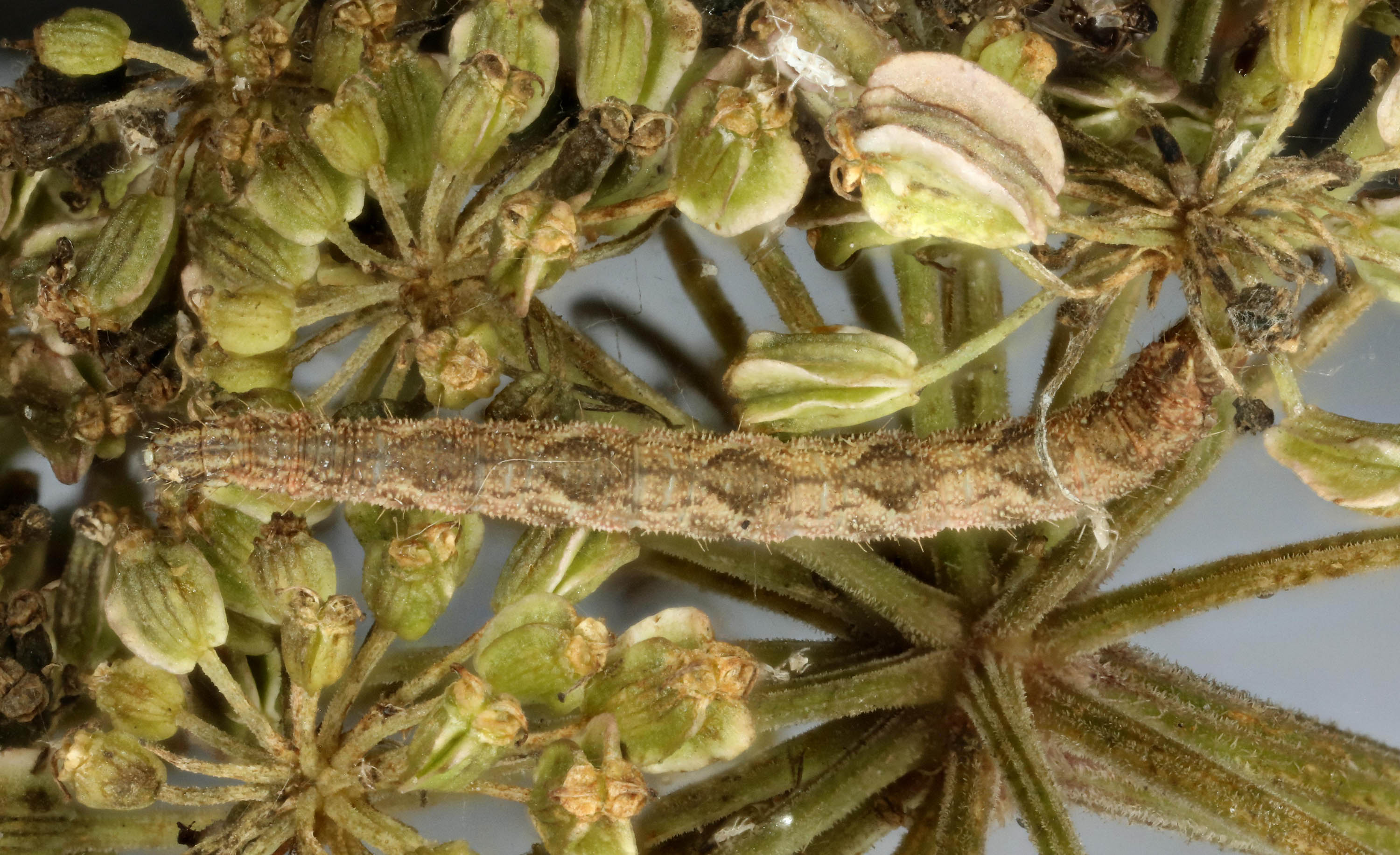
Raupe

Der Hochstaudenflur-Blütenspanner (Eupithecia subfuscata) (Synonym: Eupithecia castigata), zuweilen auch Waldkräuter-Blütenspanner genannt, ist ein Schmetterling (Nachtfalter) aus der Familie der Spanner (Geometridae).

## Merkmale

### Falter
Die Flügelspannweite der Falter beträgt 16 bis 24 Millimeter. Die Grundfarbe sämtlicher Flügel variiert von hellgrau bis zu braungrau. Die Mittelfeldlinien beginnen am Vorderrand mit auffälligen schwärzlichen Flecken. Ein schwarzer Diskoidalfleck hebt sich nur undeutlich ab und wird von einer leicht gekrümmten Mittellinie umrundet. Nahe dem Saum verläuft eine weißliche Wellenlinie. Das Wurzelfeld der Hinterflügel ist aufgehellt.

### Raupe
Ausgewachsene Raupen sind glatt und gestreckt. Sie sind graugrün oder rotbraun gefärbt und zeigen auf dem Rücken eine graugrüne bis dunkel olivgrüne rautenähnliche Musterung. Die Seitenkanten sind weißlich.

### Puppe
Die gelbbraune Puppe ist mit grünlichen Flügelscheiden versehen. Am Kremaster befinden sich sechs Hakenborsten, deren mittleres Paar kräftiger ausgebildet ist.

### Ähnliche Arten
Beim Goldruten-Blütenspanner (Eupithecia virgaureata) sowie dem Lärchen-Blütenspanner (Eupithecia lariciata) beginnen die Mittellinien am Vorderrand nur mit verdickten Strichen. Am Diskoidalfleck knickt die Mittellinie jeweils stark ab. Bei abgeflogenen Exemplaren ist eine sichere Bestimmung meist nur mittels einer genitalmorphologischen Untersuchung möglich.

## Verbreitung und Vorkommen
Die Verbreitung der Art erstreckt sich durch die gemäßigten Zonen Europas bis nach Japan. Außerdem gibt es ein Vorkommen in Nordamerika.
Der Hochstaudenflur-Blütenspanner stellt keine besonderen Ansprüche an kleinklimatische Verhältnisse, spezielle Raupennahrungspflanzen, Vegetationskulturen, geologischen Untergrund oder ähnliches. Er ist vielmehr eine typische Art fast jeglicher Hochstaudenflur, die auch in der Krautschicht, in Gebüschen und selbst auf Laubbäumen auftritt. So ist er an Waldrändern und Hecken, auf Heide- und Ruderalflächen, in Fels- und Feuchtgebieten, Park- und Gartenanlagen sowie auch in Dörfern und Stadtkernen zu finden.

## Lebensweise
Die dämmerungs- und nachtaktiven Falter fliegen in einer Generation von Mitte Mai bis Ende Juli. Sie besuchen gerne künstliche Lichtquellen. Die von Juli bis September lebenden Raupen ernähren sich polyphag von den Blättern und Blüten einer Vielzahl verschiedener Pflanzenfamilien. Allein in Baden-Württemberg wurde eine Liste mit 40 verschiedenen Nahrungspflanzen aufgestellt, wobei diese noch nicht einmal als vollständig angesehen wird. Oftmals werden die Raupen an Himbeere (Rubus idaeus) oder Besenheide (Calluna vulgaris) sowie an Goldruten- (Solidago), Flockenblumen- (Centaurea) oder Weidenarten (Salix) gefunden, jedoch ist eine deutliche Bevorzugung bestimmter Pflanzen nicht festzustellen. Die Art überwintert im Puppenstadium.

## Gefährdung
Der Hochstaudenflur-Blütenspanner kommt in Deutschland weit verbreitet und meist zahlreich vor und wird auf der Roten Liste gefährdeter Arten als „nicht gefährdet“ eingestuft.